# Bogdan Diaconu
Mihai-Bogdan Diaconu (n. 9 octombrie 1979

, București, România) este un politician român, deputat de București din partea Uniunii Social-Liberale în legislatura 2012–2016.

## Educație
Bogdan Diaconu este licențiat în Drept la Universitatea Spiru Haret din București. În 2009, a absolvit Colegiul Național de Afaceri Interne din cadrul Academiei de Poliție „Alexandru Ioan Cuza”.

## Activitate politică
În 2004, Bogdan Diaconu a fost ales consilier local, din partea PSD, la sectorul 6 al capitalei. Între 2009 și 2011, Bogdan Diaconu a deținut funcțiile de vicepreședinte la nivel național al PC și președinte al filialei sectorului 2. În decembrie 2011 s-a reîntors în PSD. Pe listele USL a fost ales deputat în circumscripția electorală nr. 42, București, colegiul uninominal nr. 17. În cei patru ani de mandat, Bogdan Diaconu a fost vicepreședinte al Comisiei pentru comunitățile de români din afara granițelor țării și membru în Comisia juridică, de disciplină și imunități.
Pe 21 august 2014, Bogdan Diaconu a demisionat din PSD și a înființat Partidul România Unită. A fost ales președinte al formațiunii pe 24 ianuarie 2016. A candidat din partea PRU la alegerile pentru Primăria Municipiului București din 5 iunie 2016, obținând 1,5% din voturi. În februarie 2017, invocând „nereguli financiare grave” și susținerea de către Diaconu a controversatei OUG 13, Biroul Permanent al Partidului România Unită a decis demiterea acestuia de la conducerea partidului.

## Poziții politice
De-a lungul carierei, Bogdan Diaconu s-a remarcat prin pozițiile sale anti-maghiare, fiind un oponent vocal al autonomiei Ținutului Secuiesc. Pentru pozițiile sale, Guvernul Ungariei l-a declarat persona non grata în mai 2016. Partidul fondat de Bogdan Diaconu este adesea descris ca fiind ultranaționalist. Din cauza declarațiilor sale de factură naționalistă și extremistă, lui Bogdan Diaconu i-a fost retrasă invitația de a participa pe 6 mai 2016 la recepția de Ziua Europei de la Palatul Cotroceni.
Bogdan Diaconu se opune cotelor de imigranți, trecerii la moneda euro și căsătoriilor între persoane de același sex. Diaconu este, de asemenea, un critic al Uniunii Europene. A fost acuzat în repetate rânduri de legături puternice cu Rusia. Diaconu a fost un contributor editorial al site-ului postului de radio Vocea Rusiei.

## Viață personală
Între 2015 și 2017, Bogdan Diaconu a fost căsătorit cu fosta gimnastă olimpică Maria Olaru.